# HD 78632
HD 78632，又名CP-63 1093，SAO 250441、HR 3632，是一颗恒星，视星等为6.37，位于銀經281.49，銀緯-11.49，其B1900.0坐标为赤經9h 4m 11.8s，赤緯-64° -11.49′ 53″。